# Anghel Rugină
Anghel Rugină (n. 24 mai 1913, Vizurești, județul Galați – d. 15 decembrie 2008, Boston, Statele Unite ale Americii) a fost un economist american de origine română, ales membru de onoare al Academiei Române (1990).

## Biografie

### Viață timpurie
Anghel N. Rugină s-a născut la data de 24 mai 1913 în satul Vizurești din comuna Nicorești (județul Galați), într-o familie modestă, tatăl lui fiind agricultor în zona Tecuci, unde exploata câteva hectare de vie. A absolvit cursurile Școlii Comerciale Superioare din Galați, după care a urmat cursurile Academiei de Înalte Studii Comerciale și Industriale din București (unde i-a avut ca profesori pe Virgil Madgearu, Victor Slăvescu și Nicolae Iorga), obținând diploma în 1936.

### Viață interbelică
După doi ani, a intrat în serviciul Devizelor și Relațiilor cu Străinătatea al Băncii Naționale a României. După începerea celui de-al doilea război mondial, Anghel Rugină a fost încorporat și mobilizat, luând parte la campania militară dusă în Răsărit pentru realipirea Basarabiei și a Bucovinei de Nord și a fost rănit. După refacere, în anul 1942, el și-a susținut teza de doctorat cu titlul „Viața și opera economică a lui Dionisie Pop Marțian” la Academia  de Înalte Studii Comerciale și Industriale din București, cu profesorul Victor Slăvescu.
În același an, guvernatorul Băncii Naționale a României l-a trimis pentru studii de specializare la Universitatea din Berlin. În anul 1944 s-a transferat la Universitatea din Freiburg, unde a lucrat cu profesorul Walter Eucken, un economist de renume mondial, sub îndrumarea căreia a obținut un al doilea doctorat în anul 1947. După încă doi ani, în 1949, a publicat prima sa carte în limba germană: "Geldtypen und Geldordnungen. Fundamente fur eine echte allgemeine Geld- und Wirtschaftstheorie".

### Statele Unite ale Americii
Publicarea acestui volum l-a făcut cunoscut în mediul academic și i-a adus în anul 1950 o invitație de a profesa în Statele Unite și astfel a început să predea cursuri de economie politică și finanțe la Universitatea din Portland, Oregon, până în 1952, an în care a fost primit membru al American Economic Association. În anul 1953, a obținut o bursă care-i permitea să-și continue cercetările științifice la Biblioteca Congresului și la instituțiile financiare federale din Washington, cât și la Fondul Monetar Internațional. În anul 1954 este chemat să predea cursuri la Niagara University din statul New York. În anul 1955, a primit cetățenia americană.
În anul 1958, devine profesor la Catedra de Economie și Finanțe de la Northeastern University din Boston unde a rămas până la retragerea la pensie, în anul 1986. În paralel cu activitatea didactică, el a îndeplinit, între anii 1965-1970, funcția de președinte al Comisiei de Experți Economici de pe lângă guvernul din statul Massachusetts.
El a publicat peste 50 de lucrări care abordează problemele din economia mondială, impunându-se ca o mare autoritate în domeniu, fiind printre altele ales președinte al "International Society for Intercomunication of New Ideas" (ISINI).
Gândirea  și concepțiile sale economice s-au format sub călăuza unor profesori și economiști excepționali, ca Virgil Madgearu, Ion Răducanu și Grigore Mladenatz, iar de la Victor Slăvescu și Cezar Partheniu a învățat să cerceteze și alte științe și să examineze critic operele altor gânditori din domeniul științelor economice, în Germania, sub îndrumarea lui Walter Eucken, profesorul Rugină a dezvoltat o metodă de cercetare simultană de echilibru față de dezechilibru.
A pus în centrul operei sale omul, în dauna profitului maxim. Cel de-al IV-lea Congres Mondial de Economie Socială susținut la Toronto, în august 1986, a fost organizat în onoarea lui Anghel Rugină, având ca temă principală: „Drumul înainte - a treia revoluție în gândirea economică". A fost ales ca membru al Academiei Româno-Americane de Științe și Arte și a primit la Congresul de la Montreal Diploma de onoare a acestei academii.

### După decembrie 1989
După Revoluția din decembrie 1989, Anghel Rugină a revenit în România și a propus un plan de refacere și stabilizare economică, monetară și financiară pentru a realiza un "miracol economic", pe care el îl credea posibil. El propunea instaurarea unui sistem de economie socială liberă, cu o monedă de argint convertibilă în relațiile cu străinătatea și convertibilă în diferite produse naționale pe piața internă, care reprezenta, în opinia sa, calea de ieșire din criză și de renaștere economică a României.
În anul 1990 a fost ales membru de onoare al Academiei Române. De asemenea, i s-au acordat titlurile de Doctor honoris causa din partea Academiei de Studii Economice din București, a Universității din București, a Universității „Alexandru Ioan Cuza” din Iași, a Universității „Ovidius” din Constanța, a Universității „Babeș-Bolyai” din Cluj, a Universității "Petre Andrei" din Iași, a Universității de Vest din Timișoara, a Universității „Dunărea de Jos” din Galați.

## Lucrări publicate
Anghel Rugină este autorul mai multor lucrări economice, dintre care menționăm următoarele: 
- Geldtypen und Geldordnungen. Fundamente für eine echte allgemeine Geld- und Wirtschaftstheorie (Stuttgart, Germania, 1949);
- Capitalisme, Socialisme ou Liberalisme Social? Observations critique a Voccasion de la Conference Internationale des Sciences Economiques à Rome (1956);
- Programme de Stabilisation Economique, Financiare et Sociale pour la France (1959);
- An End to the Agony of the American Dollar? A Plan for Stable Equilibrium Conditions of the American Monetary System (1970);
- A Reorganization Plan of the International Monetary Fund (1973);
- A Plan for Monetary, Financial, Economic and Social Stabilization for Greece (1975);
- A Plan for Monetary, Financial and Economic Stabilization of Italy (1977);
- Principia Oeconomica: New and Old Foundations of Economic Analysis (1986);
- Principia Metodologica 1: A Bridge from Economics to all other Natural Sciences. Toward a Methodological Unification of all Sciences (1989).
- Un "Miracol economic" în România este încă posibil! (Ed. Porto Franco, Galați, 1992)
- Teoria și practica economică în epoca de tranziție și după (Ed. Fundației "România de Mâine", București, 1994)
- Memoriale 1, De ce nu s-au rezolvat cum trebuie problemele de stabilizare social-economică și financiară cu realizarea unui "Miracol Românesc" de la 1990 încoace?  (Editura Performantica, Iași, 2007)